# James Cristy
James Crapo Cristy (Detroit, 22 gennaio 1913 – Kalamazoo, 7 giugno 1989) è stato un nuotatore statunitense.
Specializzato nello stile libero ha vinto la medaglia di bronzo nei 1500 m alle Olimpiadi di Los Angeles 1932.

## Palmarès
- Olimpiadi
  - Los Angeles 1932: bronzo nei 1500 m sl.